# Видгоф, Владимир Михайлович
Владимир Михайлович Видгоф (17 декабря 1937, Одесса — 16 января 2009, Томск) — советский и российский философ, культуролог, специалист по эстетике, профессор на кафедре этики, эстетики и культурологии Томского государственного университета.

## Биография
С 1945 года учился в средней школе, одновременно с 1949 года — в музыкальном школе по классу скрипки. С 1952 года — учащийся Челябинского музыкального училища. С сентября 1956 по октябрь 1957 года — студент Новосибирской консерватории, с сентября 1958 года — студент оркестрового факультета Казанской консерватории, которую окончил в 1963 году по специальности «скрипка» (класс профессора Г. Х. Ходжаева) с квалификацией «артист оркестра и преподаватель».
В 1963—1966 годах — артист симфонического оркестра Иркутской областной филармонии, педагог Центральной музыкальной школы и Иркутского музыкального училища. Член Иркутского горкома ВЛКСМ (1965—1966),
С 29 октября 1966 года — концертмейстер группы скрипок симфонического оркестра Томской областной филармонии, член правления Кировской районной организации общества «Знание» (1970). С сентября 1971 года — аспирант кафедры философии Томского университета. С 1972 года одновременно преподавал в детской музыкальной школе № 2. С 1 сентября 1974 года — ассистент, затем старший преподаватель кафедры философии и научного коммунизма ТИАСУРа.
14 ноября 1974 года в совете при ТГУ защитил диссертацию «Методологический анализ социальной природы эстетических эмоций и их роли в освоении действительности» на соискание ученой степени кандидата философских наук (научный руководитель профессор В. Н. Сагатовский; официальные оппоненты А. Ф. Еремеев и Ю. В. Петров; утверждён ВАК 30 января 1976). В 1974—1989 годах — член Проблемного совета по эстетике и эстетическому воспитанию при МВиССО СССР. Член Философского общества СССР (с 1974).
С 1 сентября 1979 года — старший преподаватель, с 29 октября 1979 года — доцент межвузовской кафедры этики и эстетики при ТГУ (учёное звание доцента присвоено ВАК 25 августа 1982 года). Ректор Межвузовского университета искусств при совете ректоров томских вузов и горкоме КПСС (1980—1990), член парткома ТГУ (1987—1991). В 1993 году в специализированном совете УрГУ защитил диссертацию «Целостность эстетического осознания как предмет философского исследования» на соискание учёной степени доктора философских наук (официальные оппоненты А. Ф. Еремеев, М. С. Каган и В. А. Кайдалов). С 1 октября 1994 года — профессор, с мая 1999 года — заведующий кафедрой этики и эстетики культурологического факультета ТГУ (с 2001 — кафедра этики, эстетики и культурологии Института искусств и культуры ТГУ).
По совместительству — профессор Западно-Сибирского филиала Университета РАО (1996—2001), заведующий кафедрой музыкальной педагогики Томского педагогического колледжа (1998—2002), заведующий кафедрой культурологии и эстетического воспитания томской гимназии № 1 (1999—2002), старший научный сотрудник Томского областного института повышения квалификации работников образования, профессор кафедры педагогики и психологии Анжеро-Судженского филиала Кемеровского университета (с 2001).
Супруга — Жанна Михайловна (Михайловская; род. 1938), инженер-экономист. Дочери: социолог Лариса Константинова (род. 1966) и экономист Эльвира Петрова (род. 1968).

## Основные работы
- Школа как Со-бытие: философско-культурологическая концепция развития Архивная копия от 18 октября 2019 на Wayback Machine. Томск, 1994;
- Нравственное и эстетическое формирование личности в условиях развитого социализма Архивная копия от 17 октября 2019 на Wayback Machine. Томск, 1984 (в соавторстве);
- Образование и культура: история и современность Архивная копия от 17 октября 2019 на Wayback Machine. Томск, 1989 (в соавторстве);
- Формирование эстетического отношения к искусству. Т. 1. М., 1991 (в соавторстве);
- Эстетическое воспитание в техническом вузе: Учебно-методическое пособие. М., 1991;
- Целостность эстетического сознания Архивная копия от 17 октября 2019 на Wayback Machine. Томск, 1992;
- Философия на переломном этапе // Вестник ТГУ. 1998. Т. 266;
- На каком языке разговаривает культура // Самоорганизация в природе. Вып. 2. Томск, 1998;
  - То же (на пол. яз) // «Antropus»: труды Института философии Люблинского университета им. Марии Кюри-Складовской. 2000. № 2;
- Эстетическая реальность как предмет философской рефлексии Архивная копия от 17 октября 2019 на Wayback Machine // Вестник ТГУ. 1999. Т. 268;
- Философия образования и культурологические проблемы педагогической антропологии // Вестник ТГПУ. 2000. № 3;
- Целостная модель человеческой эмоциональности: Опыт философской реконструкции // Вестник ТГУ. Бюллетень оперативной научной информации. 2001. № 6;
- Совместно с В. И. Кабриным и др. Личность в парадигмах и метафорах: коммуникация — ментальность — толерантность. Томск, 2002;
- Метафорическое мышление в культуре как педагогическая и научная проблема // Вестник Томского государственного университета. Томск, 2003. № 277;
- Школа как «со-бытие» (К философско-культурологическому обоснованию концепции развития) // Философия образования. Новосибирск, 2004. № 2;
- Философия развивающей гармонии как принцип оправдания основ медицинской антропологии // Бюллетень сибирской медицины. Томск, 2006. № 5;
- Эстетические категории и метафорическое мышление в культуре // Бытовые культуры и истории. Новосибирск, 2009.

## Архивные источники
- Личное дело В. М. Видгофа (отдел кадров ТГУ) // Архив ТГУ. Ф. Р-815. Оп. 28. Д. 27.